# 科貝日恰

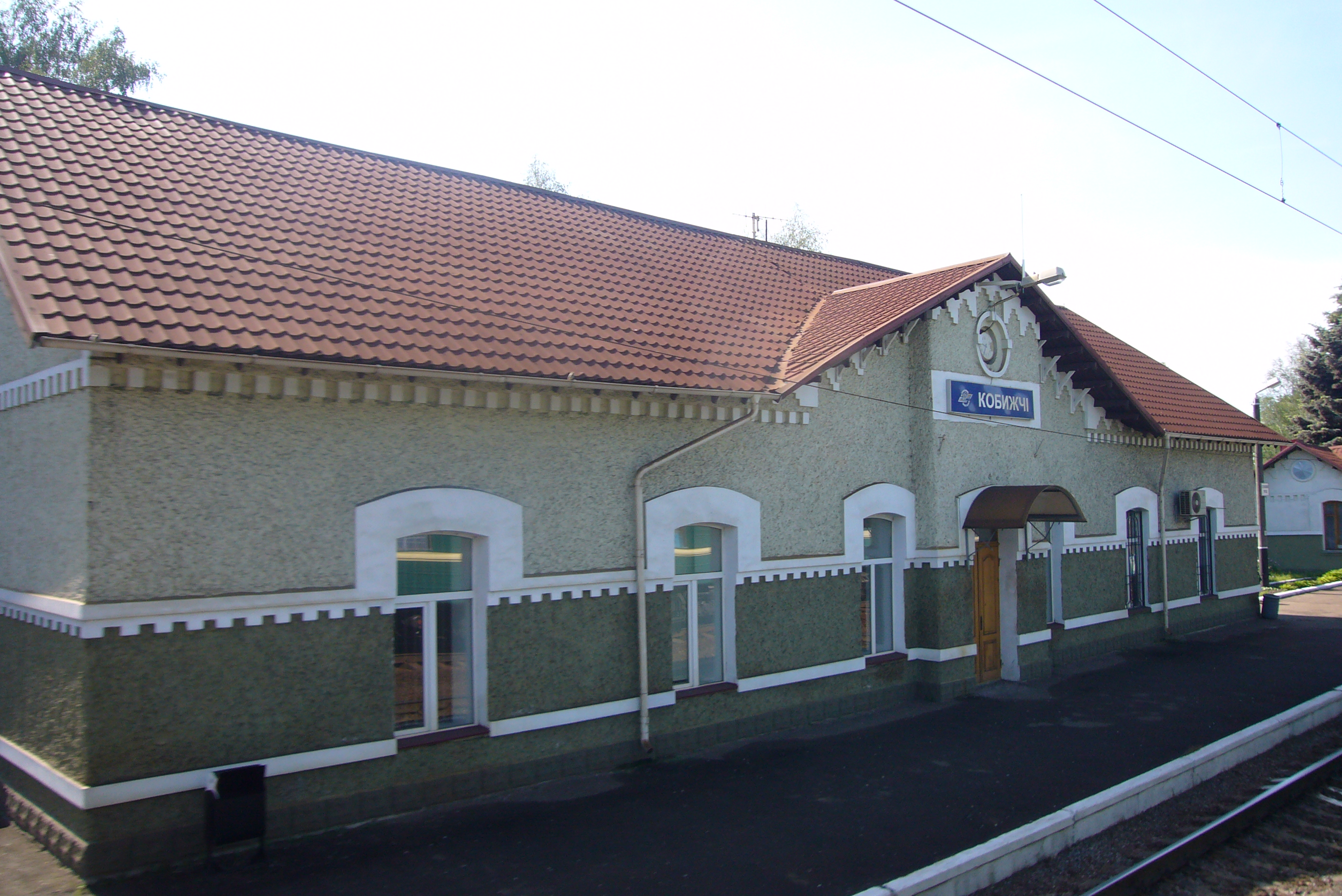

科贝日恰（羅馬化：Kobyzhcha）是烏克蘭的城鎮，位於該國北部切爾尼戈夫州，由尼任區負責管轄，始建於1100年，面積4.5平方公里，海拔高度116米，2025年人口3,921，人口密度每平方公里264.6人。